# 日明出入口
日明出入口（ひあがりでいりぐち）は、福岡県北九州市小倉北区にある北九州高速道路2号線の出入口。
若戸大橋から小倉方向に入口があり、出口は若戸大橋方向。逆方向からは上り下りできないため、次の西港出口を利用することになる。
入口、出口とも国道の真ん中にあり、一旦追い越し車線に入ってから入口に入る形状となっている。

## 道路
- 北九州高速2号線(202)

## 料金所

### 小倉駅北・勝山方面
- ブース数：2
  - ETC専用：1
  - 一般：1

## 接続道路
- 国道199号

## 周辺
- ラウンドワンスタジアム小倉店
- 小倉コロナワールド
- ミスターマックス小倉北店
- グッデイ小倉北店
- ビッグモーター小倉西港店
- 小野建管理統括本部（本社機能）
- 西港自動車学校
- ゴルフウエスポ
- 北九州市立日明小学校

## 隣
北九州高速2号線
(201)小倉駅北出入口 - 東港JCT - (202)日明出入口 - (203)西港出口 - (204)戸畑出入口